# Эльферсхаузен
Эльферсхаузен (нем. Elfershausen) — ярмарочная община в Германии, в земле Бавария. 
Подчиняется административному округу Нижняя Франкония. Входит в состав района Бад-Киссинген. Подчиняется управлению Эльферсхаузен.  Население составляет 2873 человека (на 31 декабря 2010 года). Занимает площадь 34,92 км².

## Население
По оценке на 31 декабря 2015 года население общины Эльферсхаузен составляет 2822 чел. 

| Дата      | 1840 | 1871 | 1900 | 1925 | 1939 | 1950 | 1961 | 1970 | 1987 | 2011 |
| --------- | ---- | ---- | ---- | ---- | ---- | ---- | ---- | ---- | ---- | ---- |
| Население | 2069 | 2080 | 1989 | 1995 | 2026 | 2807 | 2599 | 2818 | 2877 | 2921 |

| Год       | 1960 | 1970 | 1980 | 1990 | 2000 | 2009 | 2010 | 2011 | 2012 | 2013 | 2014 | 2015 |
| --------- | ---- | ---- | ---- | ---- | ---- | ---- | ---- | ---- | ---- | ---- | ---- | ---- |
| Население | 2549 | 2859 | 2829 | 2953 | 3006 | 2917 | 2873 | 2875 | 2855 | 2857 | 2828 | 2822 |